# Desaparición de Cleashindra Hall
Cleashindra Hall (nacida el 30 de marzo de 1976) es una joven afroamericana que desapareció a la edad de 18 años en Pine Bluff, estado de Arkansas, el 9 de mayo de 1994.
En el momento de los hechos, Cleashindra estaba a dos semanas de graduarse en el instituto. Estudiante de matrícula de honor, había conseguido unas prácticas de verano en la consulta de un pediatra y había sido aceptada en el programa de preparación para medicina de la Universidad Estatal de Tennessee.

## Antecedentes
Cleashindra Hall estudiaba con matrícula de honor en su instituto. En mayo de 1994, Hall asistió a su baile de graduación. Se esperaba que se graduara ese mismo mes y había sido elegida para pronunciar un discurso en la ceremonia de graduación. Hall desapareció dos semanas antes de la fecha prevista para su graduación y nunca asistió a la ceremonia.
Hall tenía intención de seguir la carrera de pediatría. Se esperaba que se matriculara en los cursos de medicina de la Universidad Estatal de Tennessee.
Tenía un trabajo extraescolar en la consulta del Dr. Larry Amos. El consultorio estaba situado en Pine Bluff, en Arkansas. Cuando terminaba su jornada laboral, solía llamar a uno de sus padres para que la llevara a casa.
Hall no tenía antecedentes de haberse marchado sin avisar a nadie. Según los informes, no era una "adolescente problemática" y no tenía ningún motivo conocido para escapar voluntariamente de su vida. Hall no tenía novio en el momento de su desaparición.

## Desaparición
Hall desapareció en algún momento después de las 20:30 horas del 9 de mayo de 1994. Fue vista por última vez entrando a su trabajo después de la escuela en el consultorio del doctor Larry Amos, de 43 años, en Pine Bluff.
Hall llamo por última vez a su madre poco después de las 20 horas, pero aun no estaba lista para regresar. Le dijo a su madre que esperara una segunda llamada cuando llegara la hora de volver a casa, cosa que nunca llegó a producirse.
El Dr. Amos dijo a la policía que Hall había subido a un coche con un desconocido después de que ella hubiera terminado de trabajar en su oficina. Hall fue vista por última vez vistiendo un conjunto de camiseta y pantalón corto blancos con un estampado de lunares azul marino en los pantalones cortos y rayas azules en la camiseta, con calcetines blancos y zapatillas deportivas blancas.
Laurell Hall, madre de Hall, se quedó dormida mientras esperaba la llamada de su hija. Se despertó sobre la una de la madrugada del 10 de mayo de 1994. Pronto se dio cuenta de que no había llamado para que la llevaran y que aún no había regresado a casa. Los padres de Hall denunciaron su desaparición ese mismo día, pero les dijeron que, dado que Clea era legalmente mayor de edad, tendrían que esperar 24 horas para poder denunciar la desaparición.

## Investigación y consecuencias
La policía rechazó el intento inicial de la madre de Hall de denunciar su desaparición, alegando que tendría que llevar desaparecida 24 horas para que se pudiera denunciar su desaparición.
Las teorías sobre el destino de Hall van desde que intentó volver a casa andando y fue secuestrada hasta que se marchó voluntariamente.
Dos semanas después de la desaparición de Hall, la policía registró la casa del Dr. Amos, que también servía de despacho, ya que era el último lugar donde se había visto a Hall. Según Laurell Hall, allí no había señales de lucha. Sin embargo, la madre de Hall creía que el Dr. Amos había tenido tiempo suficiente para deshacerse de cualquier prueba que pudiera haber quedado de tal forcejeo. En su opinión, la policía no debería haber esperado semanas para examinar una posible escena del crimen. El teniente Terry Hopson, del Departamento de Policía de Pine Bluff, informó que del registro realizado en la casa del doctor no se hallaron pruebas que indicasen que Hall hubiera resultado herida o agredida.
La propiedad del Dr. Larry Amos llegó a ser registrada en virtud de una orden judicial, y fue considerado persona de interés en el caso. La policía cree que Hall se fue con alguien que conocía.
Según Terry Hopson, la policía local "ha dedicado muchas horas y mano de obra a este caso a lo largo de los años", y la investigación seguía en curso en 2009. La policía local considera que es probable que el caso de Hall esté relacionado con un secuestro, pero al parecer no tenía pistas sobre la identidad de los posibles secuestradores. El Dr. Amos declaró haber visto a Hall entrar en el coche de alguien, pero no vio quién conducía ni pudo ofrecer una descripción del vehículo. Hall no llevaba consigo ningún teléfono móvil, un elemento entonces todavía caro y muy poco común y el caso es anterior a los métodos de rastreo de teléfonos móviles utilizados por la policía en otros casos de personas desaparecidas.
Uno de los primeros sospechosos del caso fue un chico de la localidad, cuyo nombre no se dio a conocer a la prensa. Al parecer, a Hall le caía bien y se comportaba amistosamente con él. El chico fue sometido a interrogatorios policiales y se registró su vehículo, pero la policía no pudo relacionarlo con la desaparición y no aportó ninguna pista. El chico también fue sometido a la prueba del polígrafo, pero los resultados no fueron concluyentes.